# Temporada 1974-75 de los Seattle SuperSonics
La temporada 1974-75 fue la octava de los Seattle SuperSonics en la NBA. La temporada regular acabó con 43 victorias y 39 derrotas, ocupando el cuarto puesto de la conferencia Oeste, clasificándose para los playoffs por primera vez en su corta historia, en los que cayeron en las semifinales de conferencia ante los Golden State Warriors.

## Elecciones en elDraft
| Ronda | Puesto | Jugador         | Posición  | Nacionalidad   | Universidad            |
| ----- | ------ | --------------- | --------- | -------------- | ---------------------- |
| 1     | 3      | Tommy Burleson  | Pívot     | Estados Unidos | North Carolina State   |
| 2     | 26     | Leonard Gray    | Ala-Pívot | Estados Unidos | Long Beach State       |
| 3     | 44     | Talvin Skinner  | Alero     | Estados Unidos | Maryland Eastern Shore |
| 5     | 80     | Dean Tolson     | Ala-Pívot | Estados Unidos | Arkansas               |
| 5     | 98     | Wardell Jackson | Alero     | Estados Unidos | Ohio State             |
| 10    | 169    | Rod Derline     | Escolta   | Estados Unidos | Seattle                |

## Temporada regular
| División Pacífico       | División Pacífico | División Pacífico | División Pacífico | División Pacífico | División Pacífico | División Pacífico | División Pacífico | División Pacífico |
| Equipo                  | G                 | P                 | %                 | PD                | Casa              | Fuera             | Neutral           |                   |
| ----------------------- | ----------------- | ----------------- | ----------------- | ----------------- | ----------------- | ----------------- | ----------------- | ----------------- |
| y-Golden State Warriors | 48                | 34                | .585              | –                 | 31–10             | 17–24             | 19–11             |                   |
| x-Seattle SuperSonics   | 43                | 39                | .524              | 5                 | 24–16             | 19–23             | 18–12             |                   |
| Portland Trail Blazers  | 38                | 44                | .463              | 10                | 29–13             | 9–31              | 16–14             |                   |
| Phoenix Suns            | 32                | 50                | .390              | 16                | 22–19             | 10–31             | 12–18             |                   |
| Los Angeles Lakers      | 30                | 52                | .366              | 18                | 21–20             | 9–32              | 10–20             |                   |

## Playoffs

### Primera ronda
Seattle SuperSonics vs. Detroit Pistons 
| Fecha       | Partido                                      | Ciudad     |
| ----------- | -------------------------------------------- | ---------- |
| 8 de abril  | Seattle SuperSonics 90, Detroit Pistons 77   | Seattle    |
| 10 de abril | Detroit Pistons 122, Seattle SuperSonics 106 | Nueva York |
| 12 de abril | Seattle SuperSonics 100, Detroit Pistons 93  | Seattle    |
|             | Seattle SuperSonics gana las series 2-1      |            |

### Semifinales de Conferencia
Golden State Warriors vs. Seattle SuperSonics 
| Fecha       | Partido                                            | Ciudad  |
| ----------- | -------------------------------------------------- | ------- |
| 14 de abril | Golden State Warriors 123, Seattle SuperSonics 96  | Oakland |
| 16 de abril | Golden State Warriors 99, Seattle SuperSonics 100  | Oakland |
| 17 de abril | Seattle SuperSonics 96, Golden State Warriors 105  | Seattle |
| 19 de abril | Seattle SuperSonics 111, Golden State Warriors 94  | Seattle |
| 22 de abril | Golden State Warriors 124, Seattle SuperSonics 100 | Oakland |
| 24 de abril | Seattle SuperSonics 96, Golden State Warriors 105  | Seattle |
|             | Golden State Warriors gana las series 4-1          |         |

## Estadísticas
| Rk | Jugador         | Edad | P  | PT | MP   | TC  | TCI  | %TC  | TL  | TLI | %TL  | RO  | RD  | RT  | AS  | RB  | TAP | BP | FP  | PTS  |
| -- | --------------- | ---- | -- | -- | ---- | --- | ---- | ---- | --- | --- | ---- | --- | --- | --- | --- | --- | --- | -- | --- | ---- |
| 1  | Spencer Haywood | 25   | 68 |    | 37.2 | 8.9 | 19.5 | .459 | 4.5 | 5.6 | .811 | 2.9 | 6.4 | 9.3 | 2.0 | 0.8 | 1.6 |    | 2.5 | 22.4 |
| 2  | Fred Brown      | 26   | 81 |    | 33.0 | 9.1 | 19.0 | .480 | 2.8 | 3.4 | .831 | 1.4 | 2.8 | 4.2 | 3.5 | 2.3 | 0.2 |    | 2.8 | 21.0 |
| 3  | Archie Clark    | 33   | 77 |    | 32.2 | 5.9 | 11.9 | .495 | 2.1 | 2.5 | .834 | 0.8 | 2.3 | 3.1 | 5.6 | 1.4 | 0.1 |    | 2.4 | 13.9 |
| 4  | Leonard Gray    | 23   | 75 |    | 30.4 | 5.0 | 10.3 | .489 | 1.4 | 1.9 | .722 | 1.8 | 4.6 | 6.4 | 2.2 | 0.8 | 0.3 |    | 3.9 | 11.5 |
| 5  | Slick Watts     | 23   | 82 |    | 25.1 | 2.8 | 6.7  | .421 | 1.1 | 1.9 | .608 | 1.2 | 2.0 | 3.2 | 6.1 | 2.3 | 0.1 |    | 3.1 | 6.8  |
| 6  | Jim Fox         | 31   | 75 |    | 23.5 | 3.4 | 7.2  | .469 | 2.3 | 2.8 | .802 | 1.7 | 4.8 | 6.5 | 1.8 | 0.6 | 0.2 |    | 2.2 | 9.0  |
| 7  | Tom Burleson    | 22   | 82 |    | 23.0 | 3.9 | 9.4  | .417 | 2.2 | 3.2 | .687 | 1.9 | 5.1 | 7.0 | 1.4 | 0.8 | 1.9 |    | 2.7 | 10.1 |
| 8  | Tal Skinner     | 22   | 73 |    | 21.6 | 1.9 | 4.8  | .409 | 0.9 | 1.3 | .649 | 1.8 | 2.9 | 4.7 | 1.2 | 0.7 | 0.2 |    | 2.2 | 4.8  |
| 9  | Wardell Jackson | 23   | 56 |    | 16.8 | 1.7 | 4.3  | .397 | 0.9 | 1.3 | .718 | 0.9 | 1.4 | 2.4 | 0.5 | 0.5 | 0.1 |    | 2.3 | 4.3  |
| 10 | Kenny McIntosh  | 26   | 6  |    | 16.8 | 1.0 | 4.8  | .207 | 1.0 | 1.5 | .667 | 1.0 | 1.5 | 2.5 | 1.2 | 0.7 | 0.5 |    | 2.0 | 3.0  |
| 11 | John Hummer     | 26   | 43 |    | 13.2 | 1.0 | 2.5  | .380 | 0.3 | 1.2 | .275 | 0.7 | 1.8 | 2.4 | 0.9 | 0.2 | 0.2 |    | 1.5 | 2.2  |
| 12 | John Brisker    | 27   | 21 |    | 13.1 | 2.9 | 6.7  | .426 | 2.0 | 2.3 | .857 | 0.7 | 0.9 | 1.6 | 0.9 | 0.3 | 0.1 |    | 1.6 | 7.7  |
| 13 | Rod Derline     | 22   | 58 |    | 11.5 | 2.4 | 5.7  | .428 | 0.7 | 1.0 | .768 | 0.2 | 0.8 | 1.0 | 0.8 | 0.4 | 0.1 |    | 0.8 | 5.6  |
| 14 | Dean Tolson     | 23   | 19 |    | 4.6  | 0.8 | 1.9  | .432 | 0.6 | 0.9 | .647 | 0.6 | 0.5 | 1.2 | 0.3 | 0.2 | 0.3 |    | 0.6 | 2.3  |

## Galardones y récords
| Jugador         | Galardón                              |
| Spencer Haywood | 2.º Mejor quinteto de la NBA All-Star |
| Tom Burleson    | Mejor quinteto de rookies de la NBA   |